# Kirkmichael (Perth and Kinross)
Kirkmichael är en by i Strathardle, Perth and Kinross, Skottland. Byn är belägen 14 km 
från Pitlochry. Orten har 183 invånare (1991).